# アル・スンナ・ワル・ジャマー
アル・スンナ・ワル・ジャマー（Ahlu Sunna Waljama'a علم أهل السنّة و الجماعة ASWJ）はソマリア南部で活動する軍閥。名称はイスラーム教スンナ派を意味する。2010年以降はソマリア連邦政府に味方しているため、ソマリア政府軍として扱われることもある。氏族社会のソマリアとしては例外的に、氏族の色彩が弱い組織である。思想としてはスンナ派のスーフィズムであり、イスラム過激派のアル・シャバブと対立している。
アル・スンナ・ワル・ジャマーは、ワッハーブ主義的で非寛容なアル・シャバブの方針を批判している。彼らが批判するアル・シャバブの非寛容とは、音楽やカートを厳しく禁止していること、死刑や手足の切断といった重刑を行うこと、宗教的な聖堂を破壊することなどである。
2010年はアル・シャバブの活動のピークであったが、この頃からアル・スンナの台頭が始まる。2010年3月15日、ソマリア暫定連邦政府はアル・スンナ・ワル・ジャマーを味方に引き入れるため、彼らに5つの政庁などの上級地位を用意し、アル・スンナ・ワル・ジャマーは暫定政府に軍事的協力を約束している。
2013年時点で、アル・スンナはソマリア中部、つまりムドゥグ州、ゲド州、ガルガドゥード州をほぼ支配下に置き、ヒラーン州、中部シェベレ州、バコール州の一部も支配下に置いている。
2018年1月、ガルムドゥグと統合。

## 歴史
アル・スンナ・ワル・ジャマーは元々、ソマリア内戦のきっかけを作った大統領、モハメッド・ファッラ・アイディードに協力的な軍閥だった。アル・シャバブとの対立が明確になったのは、2008年、アル・シャバブがスーフィーの墓を破壊してからだった。
2008年12月初め、アル・スンナはまだ地方スーフィズム集団にすぎず、ガルガドゥード州の都市グリ・エルをアル・シャバブに奪われている。さらに12月7日にはガルガドゥード州の行政中心都市ドゥサマレブを奪われた。もっとも、アル・スンナの広報官は、これは敗戦ではなく、2008年6月にソマリアの平和的解決を目指して行われたジブチ合意を受けて争いを避けた結果であると説明している。
12月27日、アル・スンナは重火器を用いてグリ・エルに攻め込み、アル・シャバブを撤退させている。この報道に対してアル・シャバブは、攻めてきたのはアル・スンナではなく、エチオピアが支援するグループだと発表している。さらに1月11日にもグリ・エルでアル・スンナとアル・シャバブとの交戦が起こり、その際にソマリアの新聞ガローウェ・オンラインは、アル・スンナの位置付けを「エチオピア政府がアル・シャバブへの対抗として資金提供している組織」として紹介している。アル・スンナ29日にはドゥサマレブも取り戻し、2月11日にはマサガワを占領した。アル・スンナとアル・シャバブの戦闘は激しく、ガルガドゥード州から3万人が避難する事態になっている。アル・スンナのガルガドゥード州支配は順調に進み、3月にはアル・シャバブと対立関係にある国際連合世界食糧計画（WFP）のドゥサマレブ訪問が実現している。この頃にはアル・スンナの優勢が確実となり、無関係な団体もアル・スンナの名を使っての行動を始めている。5月にはエル・ブールにまで自陣を進めている。
2009年6月にはアル・スンナとソマリア暫定連邦政府の大統領と会談が行われ、アル・スンナの暫定連邦政府への軍事協力が約束された。7月初めには重要都市南ガルカイヨに進駐している。7月末には同じく重要都市ベレトウェインにも無戦闘で進駐している。ゲド州にも進駐を進め、8月初めにベレド・ハオを占領、、8月半ばにルークを占領している。もっとも、戦闘は必ずしも一方的ではなく、その後もベレド・ハオ、ルーク、ドゥサマレブをアル・シャバブに奪取されており、また、7月に占領したベレトウェインの住民は、アル・スンナ・暫定連邦政府からの離脱を宣言している。この後しばらく、アル・スンナがソマリア中部を、アル・シャバブがソマリア南部を支配し、その境界での激しい戦闘が続いた。
2010年3月、アル・スンナは暫定連邦政府と協定を結び、アル・スンナが5つの省庁、警察、諜報機関の幹部職を得る代わりに、アル・スンナが暫定連邦政府に軍事協力することとなった。
2010年10月、アル・スンナはドゥサマレブをアル・シャバブから再奪取、さらに2011年4月末にはガーバハレ、ワジド、フドゥール、バルデラも奪取した。
ソマリア中部は2006年にハウィエ氏族の支族がガルムドゥグを名乗って独立を宣言しており、その後ガルムドゥグはソマリア連邦政府への参加を表明しているが、支配地域のほとんどをアル・シャバブに占領されていたため、近年は実体に乏しかった。その後、元ガルムドゥグの支配地域をアル・スンナが再占領した形になっている。2013年1月初め、ガルムドゥグとアル・スンナは、ソマリア中部の重要都市南ガルカイヨを共同管理することに合意している。
2018年1月18日、アル・スンナはガルムドゥグと統合。

## 幹部
新聞などで報道されたことのある幹部。
- シェイハ・オマル・アダン（Sheikh Omar Adan）[30]
- シェイハ・モハメド・ユスフ・ヘフォウ（Sheikh Mohamed Yusuf Hefow）[31]
- アリ・イガル（Ali Igal）[32]
- シェイハ・イブラヒム・シェイハ・ハッサン（Sheikh Ibrahim Sheikh Hassan）[33]
- マハムド・シェイハ・ハッサン・ファラー（Mahmud Shaykh Hasan Farah）
- オマル・モアリム・ヌール（英語版）[34]